# Depoe Bay, Oregon
Depoe Bay, Oregon (енгл. Depoe Bay) град је у америчкој савезној држави Орегон.

## Демографија
По попису из 2010. године број становника је 1.398, што је 224 (19,1%) становника више него 2000. године.
| Група             | 2000.         | 2010.         |
| Белци             | 1.059 (90,2%) | 1.264 (90,4%) |
| Афроамериканци    | 4 (0,3%)      | 0 (0,0%)      |
| Азијати           | 7 (0,6%)      | 17 (1,2%)     |
| Хиспаноамериканци | 42 (3,6%)     | 67 (4,8%)     |
| Укупно            | 1.174         | 1.398         |